# Serge Devadder
Serge Devadder (Brussel, 1966) is een Belgisch musicus binnen de ambientmuziek.
Hij begon in de jaren tachtig van de 20e eeuw met experimenteren met analoge en digitale synthesizer, alsook met en elektrische gitaar. Het mondde uit in een stijl die leunt tegen de ambient met loops en polyritmiek.
In 1999 was hij te horen op het album van The shape of solitude, een samenwerking met de eveneens Belgische ambientmusicus Dirk Serries (Vidna Obmana). Zijn muziek  verscheen daarna op allerlei verzamelalbums richting ambient. Hij schreef voorts muziek bij het computerspel Fragmind. In 2014 verscheen zijn eerste (solo)album Cambrian, dat muziek laat horen uit de voorafgaande periode vanaf 1992. In 2016 verscheen in beperkte oplage (300 stuks) Ganda bij Groove Unlimited, in 2018 gevolgd door Taxon. Hij laat zich veelal inspireren door werk van zijn echtgenote kunstschilder Birgit Schweimler (Oberndorf am Neckar, 1966).

## Discografie
- 1999: The shape of solitude
- 2014: Cambrian
- 2016: Ganda
- 2018: Taxon (Sieben Wunderkammen)
  - uitgegeven door Groove Unlimited (GR-260); opgenomen Diessen am Ammersee 2018
  - tracks: Chimaäre (8:26), Salamander (8:22), Alraune (8:08), Nixen (6:14), Perlboot (4:42), Vipern (9:02) en Conchilien (14:20)
  - inspiratie uit werken van Birgit Schweimler, Ernst Haeckel, Albertus Seba en Henry Horenstein